# Morten Olsen
Morten Olsen, född 14 augusti 1949 i Vordingborg i Danmark, är en dansk fotbollstränare och tidigare fotbollsspelare. Han var förbundskapten för Danmarks fotbollslandslag från 2000 till 2015 och är en av få i världen som har gjort mer än 100 matcher som båda spelare och förbundskapten för sitt land.

## Karriär
Morten Olsen var försvarsgeneral och lagkapten i 1980-talets danska landslag som bröt ny mark för dansk fotboll genom att kvala in till tre slutspel i rad: EM 1984, VM 1986 och EM 1988. Han slutade i landslaget efter 19 år i samband med danska fotbollsförbundet DBUs 100-årsjubileumsturnering sommaren 1989.
Efter den aktiva karriären har Olsen varit tränare för Brøndby IF, 1. FC Köln och AFC Ajax innan han blev dansk förbundskapten. Under hans tid som förbundskapten kvalade Danmark in till fyra slutspel: VM 2002 (åttondelsfinal) EM 2004 (kvartsfinal), VM 2010 samt EM 2012.
Olsen annonserade sin avgång omedelbart efter playoff-förlusten mot Sverige i november 2015, som innebar att Danmark missade att kvala in till EM 2016.

## Meriter

### Som spelare

#### I klubblag
RSC Anderlecht
- Erste Klasse A (Belgiska ligan) (3): 1980/81, 1984/85, 1985/86
- Uefacupen 1982/83

#### I landslag
Danmark
- Spel i EM 1984 (semifinal), VM 1986 (åttondelsfinal), EM 1988 (gruppspel)
- 102 landskamper, 4 mål

#### Individuellt
- Årets fotbollsspelare i Danmark (2): 1983, 1986
- Årets lag i Uefacupen 1984
- Invald i Dansk fotbolls Hall of Fame

### Som tränare/förbundskapten

#### I klubblag
Brøndby IF
- Danska Division 1/Danska superligan (2): 1990, 1991

 AFC Ajax
- Eredivisie 1997/98
- KNVB Cup 1997/98

#### I landslag
Danmark (förbundskapten 2000-2015)
- Kvalificerade för VM 2002 (åttondelfinal), EM 2004 (kvartsfinal), VM 2010 (gruppspel), EM 2012 (gruppspel)